# Новое откровение
«Новое откровение» (англ. The New Revelation) — автобиографический религиозно-философский трактат сэра Артура Конан Дойля, впервые опубликованный издательством Hodder & Stoughton в 1918 году. Конан Дойль, который лишь в 1916 году впервые открыто заявил о своей вере в реальность существования духа вне материи и возможности общения живых с умершими, повествует здесь об эволюции своих взглядов, исследует суть спиритуализма и формулирует причины, по которым, как он считает, «Новое откровение» достойно заменить собой прежнее, библейское. «Захватывающая проза Конан Дойля, его прагматичный, но вместе с тем очень человечный язык делают это исследование вечных вопросов человеческого бытия в высшей степени увлекательным чтением».

## Содержание
«Новое откровение» состоит из четырёх частей и предисловия, в котором А. Конан Дойль вкратце формулирует главную задачу трактата: показать взаимосвязь между философским и практическим взглядами на спиритуализм. Здесь же он цитирует сообщение, полученное в 1899 году медиумом Леонорой Пайпер и приписываемое «духу» доктора Ричарда Ходжсона. В нём говорится о том, что в XX веке человечеству предстоит пережить страшную войну, «которая охватит все части земного шара» и после этого пройти через духовное очищение, результатом коего явится возможность для человека узреть «духовным зрением» потусторонний мир. Поскольку Первая мировая война (к 1918 году) только что завершилась, автор делает вывод: «остается ждать исполнения лишь второй части пророчества».

### Глава I. Искания
Первую главу «Нового откровения» А. Конан Дойль посвящает истории эволюции своих взглядов. Он рассказывает о том, как в 1882 году, завершив медицинское образование, пополнил ряды убеждённых материалистов, хотя и не сбрасывал со счетов теизм. Не веря в «человекоподобного бога», он всё же допускал существование непостижимого Высшего разума, находящегося «по ту сторону всей деятельности природы». Будучи осведомлён о начавшихся скандальных разоблачениях некоторых медиумов, он не мог понять, как люди в здравом уме могут верить в подобную чепуху. Не поколебал его скептицизма ни первый личный опыт участия в спиритических сеансах, ни книга «Воспоминания судьи Эдмондса» (последний утверждал, что в течение нескольких лет общался на сеансах со своей покойной женой). Книга, однако, подстегнула в нём любопытство.
Я был весьма удивлён, обнаружив, что  многие великие люди, коих имена стали символами науки, целиком и полностью верили в то, что дух независим от материи и может существовать без неё. ...Узнав, что <спиритуализм> отстаивают такие учёные, как Крукс, известный мне как величайший английский химик, Уоллес, соперник Дарвина, и Фламмарион, крупнейший астроном, я уже не мог позволить себе подобное пренебрежение.
Тот факт, что некоторые другие известные учёные (Дарвин, Гексли, Тиндалл, Герберт Спенсер) с ходу отвергли спиритуализм, лишь подтолкнули Конан Дойля к изучению предмета, поскольку он понял: утверждения учёных-скептиков были голословными, никто из них не затруднил себя участием в наблюдениях и не проявил ни малейшего интереса к явлениям, о которых столь категорично высказывался.
При этом личный спиритический опыт автора по-прежнему был, скорее, негативным: он участвовал в сеансах, получал сообщения, но те чаще всего были ложными или не получали подтверждений. По словам А. Конан Дойля, первым человеком, который объяснил ему причину всех этих разочарований, был генерал Дрейсон, с которым он познакомился во время плавания по южным морям. Дрейсон, один из пионеров английского спиритуализма, рассказал ему, что -
...Всякий дух во плоти переходит в следующий мир точно таким, каков он есть, без каких-либо изменений. В нашем мире куда как хватает людей слабохарактерных и глупых. То же самое, стало быть, должно иметь место и в мире следующем. Вам нет надобности вступать в общение с подобными людьми там, точно так же, как вы не делаете этого здесь.
Сильное впечатление на А. Конан Дойля произвели (подтверждённые тремя уважаемыми людьми под присягой) сообщения о левитации Д. Д. Хьюма и отчёт Диалектического общества о спиритуализме 1869 года. Автор рассказывает о том, как в 1891 году сам стал членом Общества психических исследований. Отдавая должное всей проведённой ОПИ работе, он тем не менее критикует общество за излишние методичность и формализм.
Говоря о медиумах, хотя бы однажды уличавшихся в мошенничестве (и упоминая при этом Эвсапию Палладино), автор замечает, что это не должно перечёркивать для исследователя тех явлений, которые эти медиумы демонстрировали реально, будучи подвержены строгому тестированию. Часть ответственности он возлагает и на организаторов сеансов, показывая, насколько порочна для этой специфической профессии система «оплаты по результату», нередко толкающая медиумов (особенно тех, что утратили «психическую силу») на фокусничество и подлог.
Фундаментальным исследованием спиритуализма, вместившим в себя всё самое ценное, что было накоплено за годы расцвета этого религиозно-философского движения, явилась, по словам А. Конан Дойля, книга «Человеческая личность» одного из основателей ОПИ Фредерика У. Г. Майерса. После её выхода в 1903 году и до начала войны А. Конан Дойль свободное время продолжал посвящать избранной теме, время от времени принимая участие в спиритических сеансах. Война, по словам автора, сделала его радикальным спиритуалистом. Он совершенно утратил интерес к физической стороне явления и открыл для себя его новую, религиозную сторону. А. Конан Дойль пишет:
Психические явления, существование которых было вполне и всецело доказано с точки зрения всех, кто дал себе немного труда ознакомиться с действительными фактами, - сами по себе не имеют никакого значения и... действительная их ценность заключается лишь в том, что они поддерживают собой и придают объективную реальность огромному множеству знаний, которые призваны глубоко изменить наши старые религиозные взгляды и - при верном понимании и усвоении - превратить религию в явление в высшей степени действенное, предметом коего станет не вера, но реальные - опыт и истина.
Он упоминает ещё пять фундаментальных работ, доказавших для него значимость «Нового откровения», фрагменты которого поступали в течение многих лет из иного мира. Это — «Рэймонд» сэра Оливера Лоджа (где известный британский физик рассказал о спиритическом общении с сыном Рэймондом, погибшим на полях Первой мировой войны), «Психические исследования» Артура Хилла, «Реальность психических феноменов» профессора Кроуфорда, «На пороге незримого мира» Уильяма Барретта и «Дионисово ухо» Джеральда Бальфора.
В завершение первой главы автор вступает в полемику с противниками спиритуализма по двум вопросам. Упоминая тот факт, что некоторые считают исследуемый предмет «запретным знанием», он проводит параллель с преследованием науки в средние века. Говоря о существующем мнении, что спиритические послания будто бы исходят от «демонов», он описывает блага, которые приносят живым людям весточки из мира мёртвых, и здесь же приводит в качестве примера книги священников, разделяющих его точку зрения: «Идёт ли спиритуализм от дьявола» преп. Филипа Оулда, «Наше „Я“ после смерти» Артура Чемберса, статьи и эссе преп. Чарльза Твидейла и архидиакона Уилберфорского.

### Глава II. Откровение
Вторую главу книги А. Конан Дойль начинает с вопроса: как можем мы быть уверены в том, что сообщения, укладывающиеся в «Новое откровение» поступают в мир живых из мира мёртвых? Автор приводит факты, которые, как он полагает, убедительно доказывают это. Ссылается при этом он прежде всего на медиумизм преподобного Стейнтона Мозеса, Джулии Эймс и Артура Хилла: все они получали сведения, которые никак не могли быть результатом телепатии или деятельности подсознания.
Переходя к вопросу о значении спиритуализма, Конан Дойль утверждает: «Новое Откровение» призвано не разъединить, но объединить существующие религии, а поражение нанести только одной из них: материализму, — просто потому, что «…коль скоро дух может существовать и действовать без материи, то сам принцип материализма рассыпается в прах, повлекая за собой крушение всех вытекающих из него теорий».
Далее Конан Дойль критически отзывается о состоянии дел в современном христианстве, замечая, что оно «должно измениться или погибнуть». Христианские догмы и понятия (такие, как «очищение кровью агнца», «падение человека», «отпущение грехов»), утверждает автор, оторваны от современной действительности, противоречат научным данным и здравому смыслу, а потому мыслящему человеку не могут быть близки и понятны. Кроме того, в христианском учении, по мнению автора, -
...Слишком много внимания уделено смерти Христа и слишком мало - его жизни, ибо именно в этой последней заключается истинное величие и настоящий урок. Это была жизнь, которая даже в тех ограниченных воспоминаниях, что дошли до нас, не содержит в себе ни единой черты, которая не была бы прекрасной; жизнь, полная естественной терпимости к другим, всеохватывающего милосердия, умеренности, обусловленной широтой ума, и благородной отваги; жизнь, устремлённая всегда вперёд и вверх, открытая новым идеям и всё же никогда не питающая горечи в отношении тех идей, которые она пришла упразднить... Особенно привлекательна его способность постичь дух религии, отметая в сторону тексты и формулы. Больше ни у кого и никогда не было такого могучего здравого смысла и такого сострадания слабому. Именно эта восхитительная и необычная жизнь является истинным центром христианской религии.
Говоря о структуре иного мира, Конан Дойль описывает иерархию, где над духами недавно усопших возвышается мир «ангелов», над которым, в свою очередь, находится «Высший дух». Это, однако, не «сам Бог», но — «дух Христа», целью и предметом заступничества которого является планета Земля. Размышляя о Новом Завете, Конан Дойль предполагает, что «учение Христа было во многих важных отношениях утрачено раннехристианской церковью и не дошло до нас». Он находит в Евангелие множество скрытых упоминаний о явлениях, который в начале XX века назвали бы «психическими» (медиумизм, ясновидение, левитация, телепортация, материализация и т. д.) и проводит прямые аналогии:
Нас поражает, когда мы читаем: «Здесь он не совершил чуда, ибо в народе не было веры». Ведь разве не согласуется это целиком и полностью с известным нам психическим законом?.. И когда мы читаем: «Не всякому духу верьте, но испытуйте духов, дабы знать, идут ли они от Господа», то разве это не совет, который сегодня дают каждому новичку, приступающему к спиритическому исследованию? 
Автор ссылается также на книгу «Иисус из Назарета» Абрахама Уоллеса, который приводит другие примеры, свидетельствующие (по мнению автора) о том, что все «чудеса» Христа полностью укладываются в рамки современных понятий о спиритуализме и медиумизме. Конан Дойль считает, что перечисляемые Апостолом Павлом качества, необходимые последователю христианства, является «…по сути дела, перечнем способностей, которыми должен обладать сильный медиум, включая дар пророчества, исцеления, сотворения чудес (или физических феноменов), ясновидения и многое другое» Автор делает вывод: раннее христианство являлось формой спиритуализма и в этом смысле начисто опровергало идеологию Ветхого Завета, где дар медиумизма считался исключительно прерогативой высшего духовенства.

### Глава III. Грядущая жизнь
В третьей главе А. Конан Дойль, беря за первооснову сообщения из «иного мира», рассматривает процессы, происходящие с человеческой сутью после смерти физической оболочки. Констатируя необычайную однородность информации, приходящей из разных потусторонних источников, он делает вывод: все они слишком похожи, чтобы быть ложными, это означало бы слишком невероятное совпадение.
Конан Дойль описывает первые потрясения «переселившегося» в мир иной духа, период бессознательного состояния (Рэймонд Лодж сообщал, что у него этот период длился шесть дней, у Майерса он продолжался намного дольше) и затем начало пробуждения к новой жизни. При этом, признавая необходимость для души искупления земных грехов, автор (вслед за Сведенборгом) отвергает саму идею существования Ада («Эта одиозная концепция выражает собой такой Взгляд на Создателя, который, по сути дела, есть не что иное, как богохульство».)
Описывая «быт» мира мёртвых, Конан Дойль утверждает, что он во многом сходен с происходящим на земле, но лишён пороков и связанных с ними невзгод. Там нет обмана и алчности, процветают культура и искусство, существует даже своего рода трансцендентальное «производство». Жизнь «духа», однако, небесконечна: по истечении некоторого времени он переходит в некое новое качество.
По наблюдениям автора, в контакт с миром живущих вступают лишь «духи-новички». Ссылаясь на посмертные сообщения Джулии Эймс, он предполагает, что по мере развития «дух» утрачивает всякий интерес к общению со сферами, которые «тянут» его вниз.

### Глава IV. Проблемы и разграничения
Завершающую главу «Нового откровения» А. Конан Дойль начинает с размышления о природе сновидений, некоторые из которых «являются отражением ощущений освобождённого духа». Далее — переходит к определениям границ возможного для тех сил, которые пытаются войти в контакт с миром живых.
Судя по всему, возможности их ограниченны, так же как и наши с вами. Это представляется всего более ясным, когда сеансы проводятся в форме перекрёстной переписки, иными словами, когда несколько пишущих медиумов работают на расстоянии, совершенно независимо друг от друга, а задачей сеанса является получение такой степени идентичности результатов, каковая не может быть объяснена простым совпадением. Духи, по-видимому, точно знают, что они вводят в умы живущих, но им неизвестно, в какой мере эти последние усваивают их наставления. Их контакт с нами прерывист, подвержен перебоям. Так, проводя с нами эксперименты в перекрёстной переписке, они постоянно нас спрашивали: “Вы получили это?” или “Всё правильно”? 
Конан Дойль отмечает: «духи» неизменно испытывают большие трудности, когда им нужно в точности воспроизвести имена. Тот факт, что косвенные описания даются им намного легче, чем прямые, явствует из анализа перекрёстной переписки, полной иносказаниями и почти лишённой конкретики. Конан Дойль приводит пример, когда «дух» (доктора Ходжсона), действовуя через трёх медиумов в разных частях света, вместо того, чтобы сразу назвать имя Павла, «сделал все виды косвенных намёков», затем пять раз процитировал апостола, но так и не сумел (или не захотел) назвать его имени. Ещё большую трудность духи, по наблюдениям Конан Дойля, испытывают с земным временем, в частности, с точным определением наступления того или иного события.
Наконец, по его словам, значительная часть авторов «сообщений» занимается злонамеренным обманом. К числу «духов», которым верить не следует, относятся, по словам Конан Дойля, «всевозможные Мильтоны и Шелли, неспособные считать слоги в словах и рифмовать слова» и многочисленные «Шекспиры, которые не умеют мыслить». Однако он отмечает, что за долгие годы исследования спиритического феномена часто сталкивался с дезинформацией и ошибками но ни разу — с сообщениями богохульственного характера.
Автор делает вывод:
Либо надо предположить, что случилась неимоверная, невероятная массовая эпидемия сумасшествия, охватившая два поколения и два континента и поражающая мужчин и женщин, во всех остальных отношениях в высшей степени здоровых; либо же приходится допустить, что за несколько лет из божественного источника до нас дошло Новое Откровение, которое далеко превосходит самые крупные религиозные события, происшедшие после смерти Христа...
В заключение А. Конан Дойль даёт несколько практических советов тем, кто приступает к изучению спиритуализма, предостерегая как от доверчивости, так и от излишнего скептицизма; советует пренебречь физическими проявлениями медиумизма и сконцентрироваться на его духовной стороне. Он завершает книгу высказыванием поэта и философа Джеральда Мэсси:
Спиритуализм стал для меня, как и для многих других, истинным расширением моего умственного горизонта и пришествием неба, превращением веры в реальные факты. Без него жизнь всего больше походит на морское плавание, совершаемое при задраенных люках в тёмном и душном трюме корабля, в коем единственным светом, доступным взору путешественника, будет одно только мерцанье свечи. И вот как будто этому путешественнику вдруг позволили великолепной звёздной ночью выйти на палубу и впервые увидеть величественное зрелище свода небесного, пылающего мириадом огней во славу Творца.